# Dapediidae
Dapediidae es una familia extinta de peces actinopterigios prehistóricos. Fue descrita por Cope en 1877.
Vivió en Bélgica, Francia, Alemania, Italia, Uzbekistán, Luxemburgo, Rusia, Austria, Reino Unido y Suiza.

## Descripción
Tenían cuerpos circulares profundos, lateralmente aplanados, cubiertos de gruesas escamas, lo que les daba un parecido con los pycnodontiformes, un grupo con el que pueden o no estar relacionados. Sus dientes estaban adaptados a una dieta durofágica; algunos se alimentaban de invertebrados de caparazón duro, mientras que al menos un género (Hemicalypterus) pudo haber sido herbívoro.